# The Marina Torch
The Marina Torch, conosciuta anche come The Torch, Torch Tower o Dubai Torch, è un grattacielo di 79 piani (esclusi quelli interrati), alto 336 metri, costruito a Dubai Marina, quartiere di Dubai, negli Emirati Arabi Uniti.

## Progetto originale
Il progetto originale prevedeva un edificio di 74 piani, più 3 interrati e un podio di 4 piani che si sarebbe esteso su un'area di 111,832 m². L'edificio avrebbe dovuto ospitare 504 appartamenti. I tre piani interrati e una parte del podio sarebbero serviti da parcheggio, mentre il quinto e il sesto piano avrebbero dovuto ospitare una piscina, una caffetteria, una palestra, un centro benessere e una terrazza panoramica.

## Costruzione
La costruzione dell'edificio iniziò nel mese di aprile 2007, con 18 mesi di ritardo. La data di fine lavori, era prevista per giugno 2008, fu rimandata poi a fine 2009 e, in seguito, fino al 2011.
I lavori di costruzione sono terminati nel maggio 2011.

## Incendio 2015
Il 21 febbraio 2015 l'edificio è stato interessato da un incendio iniziato al 51º piano ed estesosi fino al 70º piano, alimentato dal forte vento. Le testimonianze raccolte hanno evidenziato che l'allarme antincendio è scattato alle 2:05 circa, e in un primo momento non è stato preso sul serio dai clienti della struttura poiché in precedenza vi erano stati diversi falsi allarmi. Grazie all'arrivo tempestivo dei soccorsi, e alla rapida evacuazione della struttura, l'incendio non ha causato alcuna vittima.